# Furanolactone

Structure chimique de la salvinorine A (δ-lactone).

Une furanolactone est un composé organique hétérocyclique oxygéné dont la structure chimique contient au moins un cycle lactonique et un cycle furanique.

## Exemples
- Parmi les salvinorines : la salvinorine A et les salvinorines B, C, D, E et F (par exemple), qui sont des δ-lactones.
- Certains limonoïdes tels la limonine (en), la nomiline et l'acide nomilinique.
- La columbine (numéro CAS 546-97-4), qui renferme deux cycles lactoniques.
- La clausenolide (numéro CAS 71899-58-6) (δ-lactone).

La limonine (δ-lactone) comprend 2 cycles lactoniques hexagonaux.

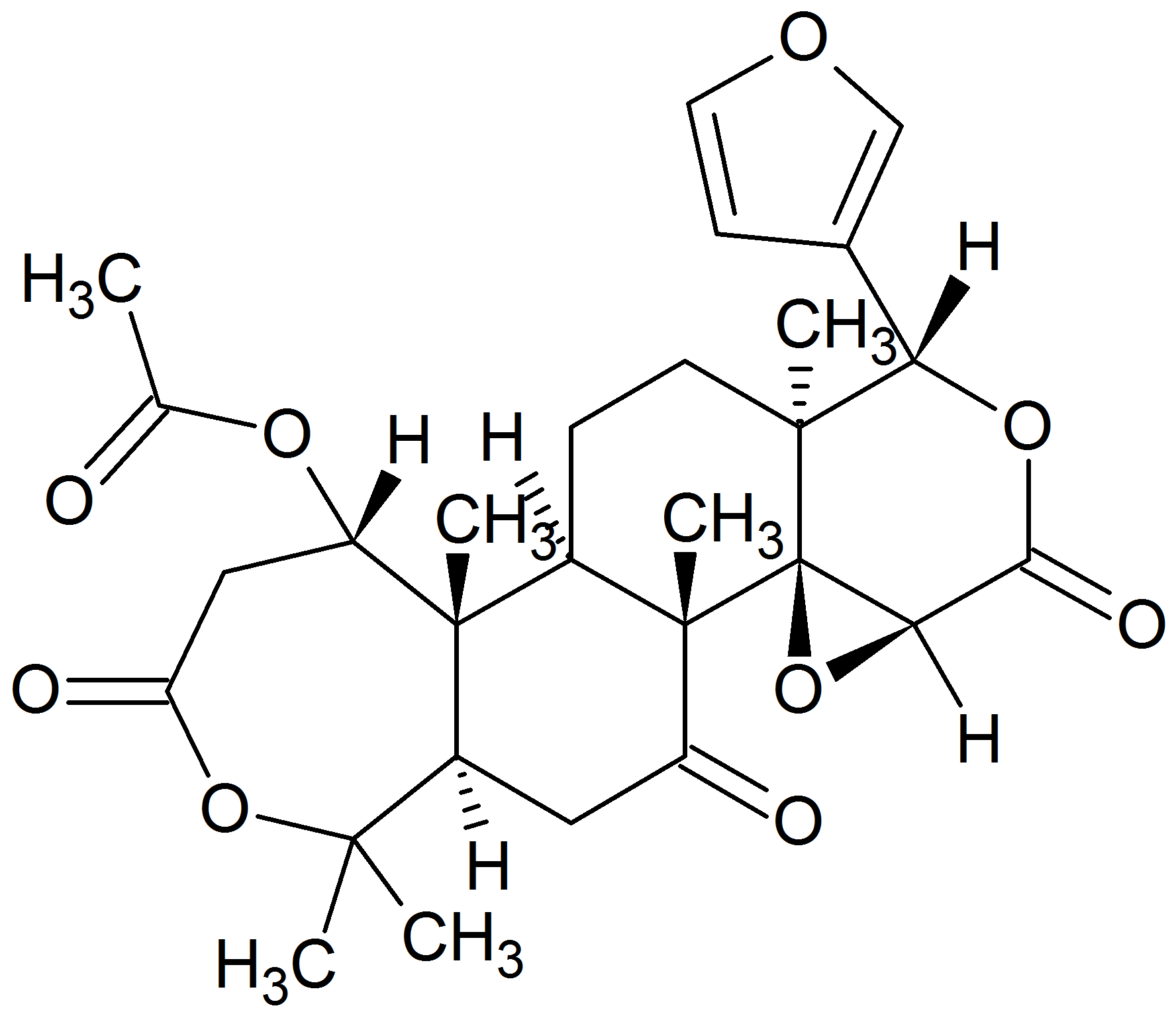
La nomiline est une δ- et ε-lactone.